# Hermes (Schiff, 1924)
HMS Hermes (95) war ein Flugzeugträger der Royal Navy. Sie war das erste als Flugzeugträger entworfene und in Bau gegebene Schiff weltweit. Ihr Bau wurde noch während des Ersten Weltkriegs 1918 begonnen und im Mai 1923 fertiggestellt. Der Flugzeugträger wurde 1942 während der japanischen Attacke im Indischen Ozean versenkt.

## Geschichte
Das Schiff wurde im Januar 1918 bei Armstrong-Whitworth in High Walker, Newcastle upon Tyne, auf Kiel gelegt und lief am 11. September 1919 vom Stapel, noch vor der Kiellegung des ersten japanischen reinen Flugzeugträgers Hōshō. Ihr Rumpf wurde, wie der der Hōshō, von einem Kreuzerdesign abgeleitet. In den Entwurf flossen Erfahrungen mit den beiden vorherigen britischen Flugzeugträgern Furious (Startdeck vor und Landedeck hinter Aufbauten und Schornstein) und Argus (ein durchgehendes Flugdeck) ein. Dies betraf insbesondere die Verlegung der Aufbauten auf die Steuerbordseite des Schiffes („Insel“), wodurch ein Flugdeck in voller Schiffslänge entstand. Die Fertigstellung der Hermes wurde einer Staatswerft, dem Devonport Dockyard in Plymouth übertragen. Erste Tests mit einer derartigen Konfiguration hatten auf der unfertigen Eagle von Mai bis Oktober 1920 stattgefunden. Die als Schlachtschiff für Chile begonnene Eagle war ebenfalls bei Armstrong-Whitworth seit 1918 als Flugzeugträger weitergebaut worden; ihre endgültige Fertigstellung erfolgte dann bis 1924 auf der Marinewerft in Portsmouth.
Die Unsicherheit über die beste Form eines Flugzeugträgers hatte nach dem Stapellauf zu einem Bauverbot für Arbeiten oberhalb des Hangardecks und zur weitgehenden Stilllegung des Weiterbaus geführt. Die Admiralität wollte die Tests mit Flugzeugen auf der Eagle und Argus abwarten. In Etappen entschied man sich für eine Insel an Steuerbord mit einem kräftigen Dreibeinmast, weiter voneinander entfernte Flugzeugaufzüge, die Maschinen mit ausgeklappten Flügeln transportieren konnten, ein Flugdeck, das in den Bug überging und eine seltene Hauptbewaffnung mit sechs 5,5-inch-(140-mm)-Kanonen.
Schließlich hatte das Schiff eine Länge von 600 Fuß (ft) (182,9 m), eine Breite von 70,25 ft (21,4 m) und einen Tiefgang von 7,1 m bei voller Ausrüstung. Dabei hatte die Hermes eine Standard-Verdrängung von 10.850 ts. Die beiden auf zwei Wellen wirkenden Parsons-Getriebeturbinensätze ermöglichten dem Schiff eine Höchstgeschwindigkeit von 25 Knoten.
Der Dampf für die Turbinen wurde in sechs Yarrow-Kesseln erzeugt. Bei den Abnahmetests leistete die Maschinenanlage 41.318 PSw statt der geplanten 40.000 PSw und ermöglichte 26,178 Knoten. Der Treibstoffvorrat von 2000 Tonnen Öl ermöglichte eine Reichweite von 4480 Seemeilen bei 16 Knoten Marschfahrt.

Das Flugdeck hatte eine Länge von 570 ft (173,7 m), die Aufzüge wurden 11 m × 11,2 m groß.
Der Hangar wurde 400 ft (121,9 m) lang, 50 ft (15,2 m) breit und 16 ft (4,9 m) hoch. Die Hermes erhielt einen großen Kran hinter der Insel, um auch Seeflugzeuge versorgen zu können. Bei dieser Größe der Einrichtungen konnte das Schiff nur etwa 20 Flugzeuge mitführen. Der Benzinvorrat für diese betrug 32.000 Liter.

Zur Selbstverteidigung führte die Hermes sechs einzelne BL 5.5-inch Mk.I-Kanonen an den Schiffsseiten. Diese Waffe war vor dem Krieg für Exportkreuzer entwickelt (zuerst waren in der Royal Navy die für Griechenland begonnenen Kreuzer Chester und Birkenhead, dann die Furious und Hood mit dieser Waffe ausgerüstet). Auf dem Flugdeck waren vier 102-mm-Mk.V-Flugabwehrkanonen vorhanden. Das Schiff war in der Wasserlinie mit 76 mm gepanzert, das Flugdeck mit seiner Stärke von 25 mm trug ebenfalls zur Festigkeit und zum Schutz des Schiffes bei.

### Einsatzgeschichte
Die Hermes wurde im Juli 1923 bei der Royal Navy in Dienst gestellt. Sie war damit neben der Argus der zweite Flugzeugträger im Dienst der Navy. Im Februar 1924 galt das neue Schiff als einsatzbereit und führte weiter Tests mit Fairey-IIID-Aufklärern bei der Atlantic Fleet durch. Im Juli wurde die Hermes König Georg V. in Spithead vorgeführt. Im Herbst verlegte der Flugzeugträger zur Mittelmeerflotte nach Malta, wo das Schiff am 22. November 1924 mit etlichen Sturmschäden eintraf. An Bord hatte der Träger den „No. 403 Flight“ mit Flycatcher-Jagdflugzeugen und den „No. 441 Flight“ mit IIID-Aufklärern. Hermes führte dort mit der Anfang des Jahres in Dienst gekommenen und vor ihr ins Mittelmeer verlegten Eagle und den übrigen Einheiten der Mediterranean Fleet Übungen durch, ehe sie im Mai 1925 nach Großbritannien zurück verlegte.
Von dort verlegte der Flugzeugträger schon am 17. Juni 1925 zur China Station. Nach einem längeren Aufenthalt im Mittelmeer traf er am 10. August in Hongkong ein. Bis zum März 1937 war die Hermes meist im Fernen Osten im Einsatz und kehrte in diesen über elf Jahren dreimal in die Heimat zurück.
Der erste Heimataufenthalt erfolgte von Ende Oktober 1927 bis zum 21. Januar 1928, bei dem eine Überholung des Schiffes im Chatham Dockyard erfolgte und eines der 102-mm-Flakgeschütze entfernt wurde. An Flugzeugen standen dem Träger dann die Flights 403, 440 und 442 mit Flycatchern, neuen Fairey IIIF und Fairey IIID zur Verfügung. Für die Überführungen in den Fernen Osten und zurück benötigte der Träger zwei Monate.
Der nächste Heimataufenthalt dauerte nur vom 23. September bis zum 12. November 1930 und wurde wieder zu einer Überholung in Chatham genutzt. Beim erneuten Auslaufen waren nur die Flights 403 und 440 an Bord. Bis Malta transportierte der Träger aber sechs Blackburn Ripons für die Eagle. Während des üblichen Sommeraufenthalts des Schiffes in Weihaiwei kam es zu einem Unfall mit dem Unterseeboot Poseidon, das 32 km nördlich des britischen Stützpunkts mit einem chinesischen Frachter kollidierte. Neben dem U-Boot-Tender Marazion der Hunt-Klasse, der mit dem U-Boot geübt hatte, eilten die Hermes, der Schwere Kreuzer Berwick und das Schwesterboot Perseus dem sofort nach der Kollision gesunkenen U-Boot zur Hilfe. Aus dem gesunkenen U-Boot konnten sich nur acht Mann retten, von denen sechs lebend die Wasseroberfläche erreichten und von der Hermes aufgenommen werden konnten, von denen zwei dann im Lazarett starben.
Im September lag das Schiff dann in Hankow, um die chinesische Regierung nach den gewaltigen Überschwemmungen zu unterstützen. Charles Lindbergh war mit seiner Frau Anne Morrow Lindbergh ebenfalls in der Stadt, um ähnliche Unterstützung mit seinem Sirius-Schwimmerflugzeug zu geben. Auf Einladung der Briten nutzten die Lindberghs den Träger als Basis. Anfang Oktober kam es beim Aussetzen der Lockheed Sirius mit dem Kran der Hermes zu einem Unfall, der die Maschine erheblich beschädigte. Der Kommandant brachte darauf die Lindberghs mit ihrer Maschine auf der Hermes zurück nach Shanghai in der Hoffnung, die Sirius könne dort repariert werden. Die Lindberghs brachen ihren Flug aber ab und die Maschine wurde beim Hersteller repariert und diente dem Ehepaar 1933 zu einem Flug nach und durch Europa, nach Afrika und über den Südatlantik und Brasilien wieder in die USA.
Anne Morrow Lindbergh verarbeitete die Erfahrungen des Fluges 1931 in ihrem Buch North to the Orient.

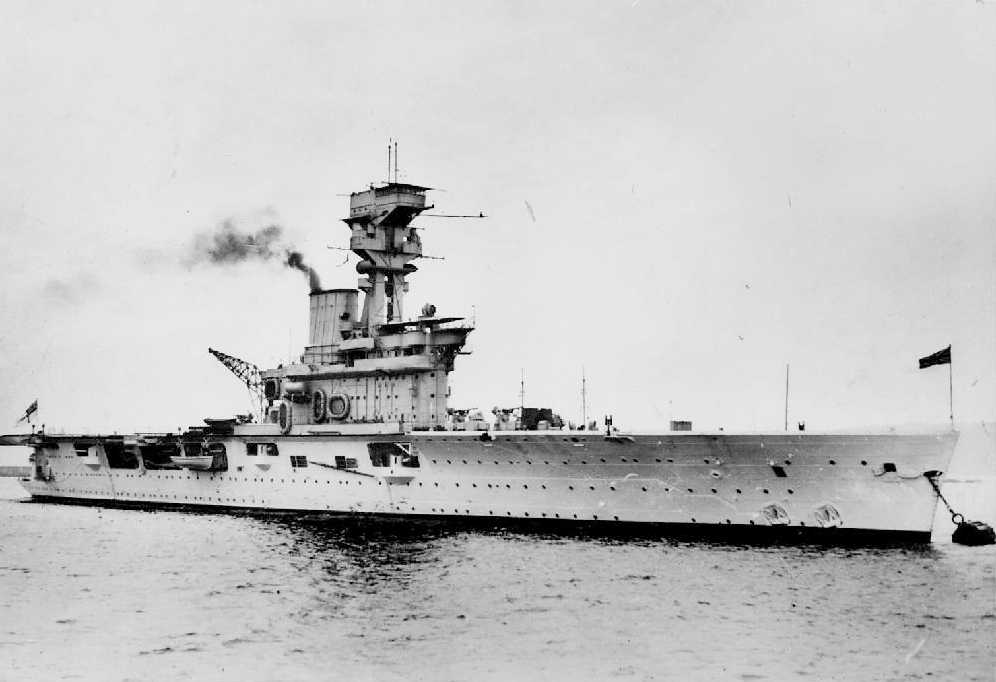
Die Hermes, 1934

Nach weiteren Aufenthalten in verschiedenen chinesischen Häfen, aber auch in Japan und den Philippinen folgte eine erneute Heimreise des Flugzeugträgers im Juni 1933. Als das Schiff am 22. Juli 1933 in Sheerness eintraf, stand dem Schiff eine Grundüberholung bevor, die im Devonport Dockyard erfolgte. Neben einer umfassenden Überholung des Antriebs wurden querverlaufende Fangseile für die neue Flugzeugausstattung installiert. Als die Hermes am 18. November 1934 Portsmouth wieder Richtung Ferner Osten verließ, hatte sie die „824 Naval Air Squadron“ mit neun Fairey Seal-Torpedobombern an Bord. Als das Schiff Anfang Januar 1935 in Hongkong eintraf, übernahm es noch die Staffel 803 mit ihren Hawker Osprey von der die China-Station verlassenden Eagle. Neben den üblichen Aufgaben wie die Unterstützung havarierter Schiffe oder Einsätzen gegen chinesische Piraten beeinflussten jetzt auch die Spannungen in Europa den Einsatz des Trägers. So wurde er im September 1935 nach Singapur verlegt, um bei einem weiteren Eskalieren der Abessinienkrise schneller in Ostafrika zur Verfügung zu stehen. Der Träger verblieb weitere fünf Monate in Südasien und beteiligte sich in dieser Zeit an der Suche nach der Lady Southern Cross, einer Lockheed Altair, mit welcher der australische Luftfahrtpionier Sir Charles Kingsford Smith auf einem Rekordflugversuch von Europa nach Australien über der Andamanensee verschollen war. Im April 1936 besuchte die Hermes dann mit den Zerstörern Duncan und Delight Japan. Im Januar 1937 machte der Träger mit dem Schweren Kreuzer Dorsetshire und den Zerstörern Duncan und Diana eine Rundreise durch Niederländisch-Indien. Es folgten Übungen der Torpedobomber des Schiffes mit den Kreuzern Cumberland und Dorsetshire und den auf RAF Seletar (Singapore) stationierten, landgestützten Torpedobombern der Royal Air Force.

Am 17. März 1937 verließ die Hermes Singapur unter Zurücklassung der Staffel 803, die aufgelöst wurde. Die Staffel 824 mit den Seals blieb an Bord, um in der Heimat aufgelöst zu werden. Eine neue Staffel 824 mit Fairey Swordfish befand sich schon auf der als Ersatz nach Ostasien marschierenden Eagle. Am 3. Mai 1937 traf Hermes in Plymouth ein und nahm dann am 20. Mai an der Flottenparade auf dem Spithead anlässlich der Krönung König George VI. teil, um dann zur Reserveflotte zu kommen. Ab dem 16. Juli 1938 wurde die Hermes dann ein Trainingsschiff in Devonport. Geplante Verbesserungen der Fla-Bewaffnung und eine Vergrößerung des Treibstoffvorrats für die Flugzeuge wurden bis zum Kriegsbeginn 1939 nicht durchgeführt.

Zu Beginn des Zweiten Weltkriegs bildete die als Flottenträger inzwischen veraltete Hermes neben den umgebauten leichten Schlachtkreuzern Furious, Courageous und Glorious, dem umgebauten Passagierschiff Argus und der als Schlachtschiff begonnenen Eagle sowie der in den 1930ern gebauten Ark Royal die Trägerflotte der Royal Navy. Die Flottenträger der Illustrious-Klasse wurden erst 1940 in Dienst gestellt, der erste Begleitträger Audacity 1941.

### Kriegseinsätze
Zu Beginn des Krieges wurde die Hermes wieder aktiviert und diente bei der Home Fleet wie andere Träger bei der Suche nach deutschen Unterseebooten. Einsatzstaffel war die von der Ark Royal übernommene Swordfish-Staffel 814. Am 18. September 1939 konnte ein U-Boot entdeckt werden. Der Einsatz der Begleitzerstörer Isis und Imogen blieb jedoch erfolglos. Die Versenkung der Courageous am Tag zuvor führte zum Abbruch derartiger Einsätze der Flugzeugträger.
Anfang Oktober 1939 verlegte der Träger dann mit dem französischen Schlachtschiff Strasbourg und dem britischen Kreuzer Neptune nach Westindien, um als „Force N“ im Mittel- und Südatlantik nach deutschen Handelsstörern zu suchen. Im November verlegte die Hermes weiter nach Westafrika, um auf der Suche nach der Admiral Graf Spee die französischen Kreuzer Dupleix und Foch von Dakar aus zu unterstützen. Im Dezember geleitete die Hermes einen Konvoi nach Großbritannien und nutzte den Aufenthalt zu einer Überholung. Ab Mitte Februar war das Schiff dann wieder vor Westafrika im Einsatz. Anfang Juni begleitete der Träger von Freetown aus zeitweise den dritten großen Truppentransport aus Australien und Neuseeland nach Europa, der erstmals nicht mehr durch das Mittelmeer geleitet wurde.
Als Frankreich im Sommer 1940 kapitulierte, befand sich das Schiff in See und beobachtete die französischen Flottenbewegungen. Am 8. Juli 1940 beteiligte sich der Träger am Angriff auf die Flotte Vichy-Frankreichs in Dakar, dabei torpedierten zwei ihrer Swordfish-Torpedoflugzeuge das Schlachtschiff Richelieu. Auf dem Rückmarsch nach Freetown kollidierte die Hermes bei Dunkelheit und einem tropischen Regensturm mit dem Hilfskreuzer Corfu vor Freetown, wobei beide Schiffe schwer beschädigt wurden. Die Hermes war weiter fahrbereit und ging mit einem Geleitzug nach Südafrika, wo sie von Ende August bis Anfang November 1940 repariert wurde. Zusammen mit dem Kreuzer Dragon überwachte der Träger den Südatlantik und suchte erfolglos nach deutschen Schiffen.
Anfang 1941 verlegte der Träger in den Indischen Ozean, um die britischen Angriffe gegen Italienisch-Ostafrika zu unterstützen. Die Hermes unterstützte die Kreuzer Shropshire und Hawkins bei der Blockade von Kismayo und bei der Jagd auf den Hafen verlassende Schiffe der Achsenmächte. Am 22. Februar entdeckte ein Bordflugzeug der Glasgow das deutsche Panzerschiff Admiral Scheer. Allerdings gelang es weder der wegen einer verbogenen Schraubenwelle bedingt einsatzfähigen Glasgow noch den Maschinen der Hermes und den aus den verschiedensten Richtungen suchenden Kreuzern Australia, Canberra, Emerald, Shropshire und Enterprise, das deutsche Schiff erneut zu entdecken, das sich durch eine Kursänderung nach Süden seinen Verfolgern entzogen hatte.
Hermes lief am 4. März 1941 Colombo auf Ceylon an und wurde im April in den Persischen Golf entsandt, um dortige Operationen zu unterstützen. Von Mitte Juni bis Mitte November überwachte der Flugzeugträger den Indischen Ozean zwischen Ceylon und den Seychellen, um dann in Simonstown überholt zu werden. Ab dem 14. Februar 1942 war das Schiff dann wieder einsatzbereit in Colombo und nahm seine Überwachungstätigkeiten mit dem australischen Zerstörer Vampire wieder auf. Einsatzstaffel des Trägers waren weiterhin die Swordfish der 814 Squadron. Eine im März erwogene Verlegung der beiden Schiffe nach Fremantle in Australien wurde verworfen und Hermes blieb mit der Vampire bei der „Force B“ der Eastern Fleet.

### Das Ende derHermes

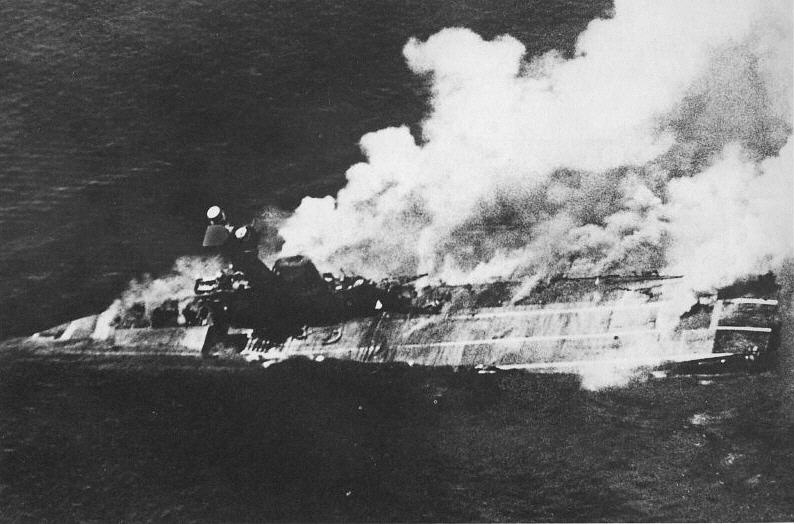
Die Hermes sinkt

Anfang April ging die britische Eastern Fleet zum Addu-Atoll, um sich zu versorgen. Die Hermes lief mit der Vampire nach Trincomalee, wo der Träger sich für die geplante Invasion von Madagaskar ausrüsten sollte. Nach dem ersten Angriff auf Colombo (Easter Sunday Raid) am 5. April 1942 mit dem Verlust der Schweren Kreuzer Dorsetshire und Cornwall verließen Hermes und Vampire auf die Nachricht von einer erneuten Annäherung der japanischen Trägerflotte am 8. April in der Nacht den Hafen von Trincomalee nach Süden und entgingen so dem ersten Angriff auf den Hafen am Morgen des 9. April. Nach dem Angriff nahmen die beiden Schiffe wieder Kurs zurück, um in den Schutz britischer Jagdflugzeuge zu gelangen. Sie wurden jedoch von japanischen Aufklärern gesichtet und die zweite Welle von 70 Sturzkampfbombern des Typs Aichi D3A stellte und versenkte die beiden Schiffe vor Batticaloa. Die Hermes erhielt zahlreiche Treffer und sank innerhalb von zwanzig Minuten auf der Position 7° 35′ N, 82° 6′ O. Dabei kamen 307 Mann der Besatzung ums Leben, darunter ihr Kommandant. Die 590 Überlebenden wurden von dem Hospitalschiff Vita aufgenommen. Neben dem Zerstörer Vampire versenkten die japanischen Angreifer auch die Korvette Hollyhock und zwei Tanker.